# Grant Heslov
Grant Heslov (15 de maig de 1963, Los Angeles, Califòrnia, Estats Units) és un actor, productor, guionista i director estatunidenc. Com a actor ha participat a True Lies, Dante's Peak, Enemy of the State, The Scorpion King i Bona nit i bona sort, i a sèries de televisió com Family Ties, L.A. Law, Catch me if you can, Matlock, Sleeper Cell.

## Biografia
Fill d'una família jueva, va créixer a l'àrea de Palos Verdes, a la ciutat de Los Angeles. Va anar a la Universitat del Sud de Califòrnia, on va coincidir amb el seu amic Tate Donovan.
Va estar nominat als Premis de l'Acadèmia per Bona nit i bona sort. Juntament amb George Clooney, també a estar nominat a l'Òscar al Millor Guió Original. Ha escrit guions amb George Clooney, entre ells Els homes que miraven fixament les cabres (2009) i The Monuments Men (2013).